# Lila
|  | Denne artikel er oprettet af botten Steenthbot ud fra en ekstern database. Den kan derfor have sproglige fejl eller mangler. Denne skabelon kan fjernes efter kontrol af indholdet. |

Lila er en dansk kortfilm fra 2018 instrueret af Maj-Britt La Cour.

## Handling
Lillian (65) er syg med kræft og vred på tilværelsen. Hun skubber datter og barnebarn fra sig for at sidde alene i sin lejlighed og vente på at dø. Men livet udenfor bliver ved med at forstyrre og en dag står Lillian overfor den charmerende Henning, som kan danse og får livet til at føles let som en leg. En livslyst spirer i takt med kræftcellerne fortærer kroppen indefra. Men flugten fra datteren og realiteterne bliver ikke nem.

## Medvirkende
- Solbjørg Højfeldt, Lilian
- Tommy Kenter, Henning
- Signe Vaupel, Anette
- Ernesto Piga Carbone, Diego
- Lau Drasbæk, Mikkel
- Christina Bech, Sygeplejerske